# 7가지 사회악
7가지 사회악(영어: Seven Social Sins)은 인도의 사상가인 마하트마 전에 손자인 아룬 마닐랄 간디(Arun Manilal Gandhi)와 마지막으로 있었던 날에 남겨주었던 글에 있었던 사회악 리스트였다. 1925년 영 인디아 주간지에 실렸다.

## 사회악 리스트
- '원칙없는 정치'(Politics without Principle)
- '노동없는 부'(Wealth without Work)
- '양심없는 쾌락'(Pleasure without Conscience)
- '인격없는 지식'(Knowledge without Character)
- '도덕성없는 상업'(Commerce without Morality)
- '인간성없는 과학'(Science without Humanity)
- '희생없는 예배'(Worship without Sacrifice)

후에 아룬 간디는 이 리스트에 '책임없는 권리'(Rights without Responsibilities)를 추가하였고, '노동없는 부'와 '양심없는 쾌락'은 상호연관적이다라고 했다.

## 설명
한신대학교 김경재 명예교수는 간디가 말한 7가지 사회악에 대해 이렇게 말했다.
1. 원칙 없는 정치 ( Politics without Principle)…법치를 무시한 제멋대로의 권모술수 정치
2. 노동 없는 부 (Wealth without Work)… 땀과 노력 없이 재산획득, 부동산차익, 금융 산업
3. 양심 없는 향락 (Pleasure without Conscience)… 쾌락유흥지, 고가사치품, 도박마약 등
4. 품성 없는 지식 (Knowledge without Character)…양심가치판단 없는 지식인, 교육, 언론
5. 도의 없는 상업 (Commerce without Morality)…유해식품, 모조품, 무기판매상, 매점매석
6. 인간성 없는 과학(Science without Humanity)… 대량살상무기제작, 유전자조작, 낙태수술
7. 희생 없는 종교(Religion without Sacrifice)…봉사 없는 물량성장, 교조주의, 종교 갈등 전쟁[1]

## 같이 보기
- 칠죄종
- 세계 7대 불가사의
- 세계의 불가사의
- 사트바